# Ouyang Xiaofang
Ouyang Xiaofang (chiń. 欧阳晓芳; ur. 5 kwietnia 1983 w Liaoning) – chińska sztangistka, mistrzyni świata.

## Kariera sportowa
Jej największym sukcesem jest złoty medal mistrzostw świata w Santo Domingo w 2006 roku w kategorii do 62 kilogramów. W 2010 roku, w Antalyi, zdobyła brązowy medal z wynikiem 241 kg w dwuboju. Na jej koncie jest też srebrny medal igrzysk azjatyckich wywalczony w 2006 roku.

## Osiągnięcia
| Rok  | Zawody             | Miasto        | Miejsce | Kategoria | Wynik  |
| ---- | ------------------ | ------------- | ------- | --------- | ------ |
| 2006 | Mistrzostwa świata | Santo Domingo | 1       | do 63 kg  | 246 kg |
| 2010 | Mistrzostwa świata | Antalya       | 3       | do 63 kg  | 241 kg |
| 2011 | Mistrzostwa świata | Paryż         | 3       | do 63 kg  | 246 kg |